# Mas'ade
Mas'ade est une ville peuplée essentiellement par des syriens druzes, sous autorité israélienne, présente dans le plateau du Golan. Elle a une population de 3 200 habitants.